# San Pelayo (Córdoba)
San Pelayo es un municipio del departamento de Córdoba (Colombia). Su población es de 49.875 habitantes. Fue fundado el 6 de mayo de 1777 por Antonio de la Torre y Miranda 

## División Político-Administrativa
Además de su Cabecera municipal. San Pelayo tiene bajo su jurisdicción los siguientes Centros poblados:
- Bongas Mellas
- Buenos Aires
- Carrillo
- El Bongo
- El Bálsamo
- El Chiqui
- El Corozo
- El Obligado
- La Madera
- Las Guamas
- Las Lauras
- Morrocoy
- Pelayito
- Providencia
- Puerto Nuevo
- Retiro
- Sabana Nueva
- San Isidro
- Valparaíso

## Historia
San Pelayo fue fundado por Antonio de la Torre y Miranda el 6 de mayo de 1777.
Mediante la Ordenanza n.º 43 de 1923 asciende a municipio del departamento de Bolívar y en 1951 mediante la Ley Nueve con la creación del departamento de Córdoba, San Pelayo pasó a esta nueva jurisdicción.
En su noticia individual don Antonio de la Torre y Miranda escribió: "En la isla (Sabá) que forman los dos caños del río Sinú entre Lorica y Cereté en las orillas del caño de la derecha fundé el sitio de San Pelayo, así para la comodidad del tránsito de dicho río como para el beneficio de estas tierras y ciénagas y contención de los gentiles del Darién".
San Pelayo todavía en el siglo XVIII estaba bajo la cercana influencia de la Ciénaga Grande, con muchos caños y arroyos, caracterizando a la zona como muy cenagosa.
James J. Parsons en su libro "Las Regiones Tropicales y Americanas" se refirió así al clima y a la sedimentación fluvial en el valle del Sinú: "... es la principal depresión estructural situada en medio de las colinas terciarias de desarrollo paralelo y extendidas al norte y al noroeste".
Luego afirma: "posee un clima tropical suficientemente húmedo para mantener un bosque alto, lujuriante, y semicaducifólio para mantenernos en las situaciones menos perturbadas a pesar de una marcada temporada seca durante los primeros meses del año".
En la región en donde está ubicado el municipio de San Pelayo había una extraordinaria riqueza hídrica, flora, fauna, y un suelo que se ha considerado de los más fértiles del mundo.
Don Jaime Exbrayat Boncompain en su historia de Montería dice: "sus primeros pobladores fueron casi todos españoles, cuyos descendientes sin mestizaje algunos viven todavía diseminados en numerosos pueblos de la región llamada "Las Guamas".
Sus primeros habitantes fueron pobladores mestizos, blancos, negros e indios, reubicados en el sitio de fundación que hoy ocupa la cabecera municipal. 

## Geografía

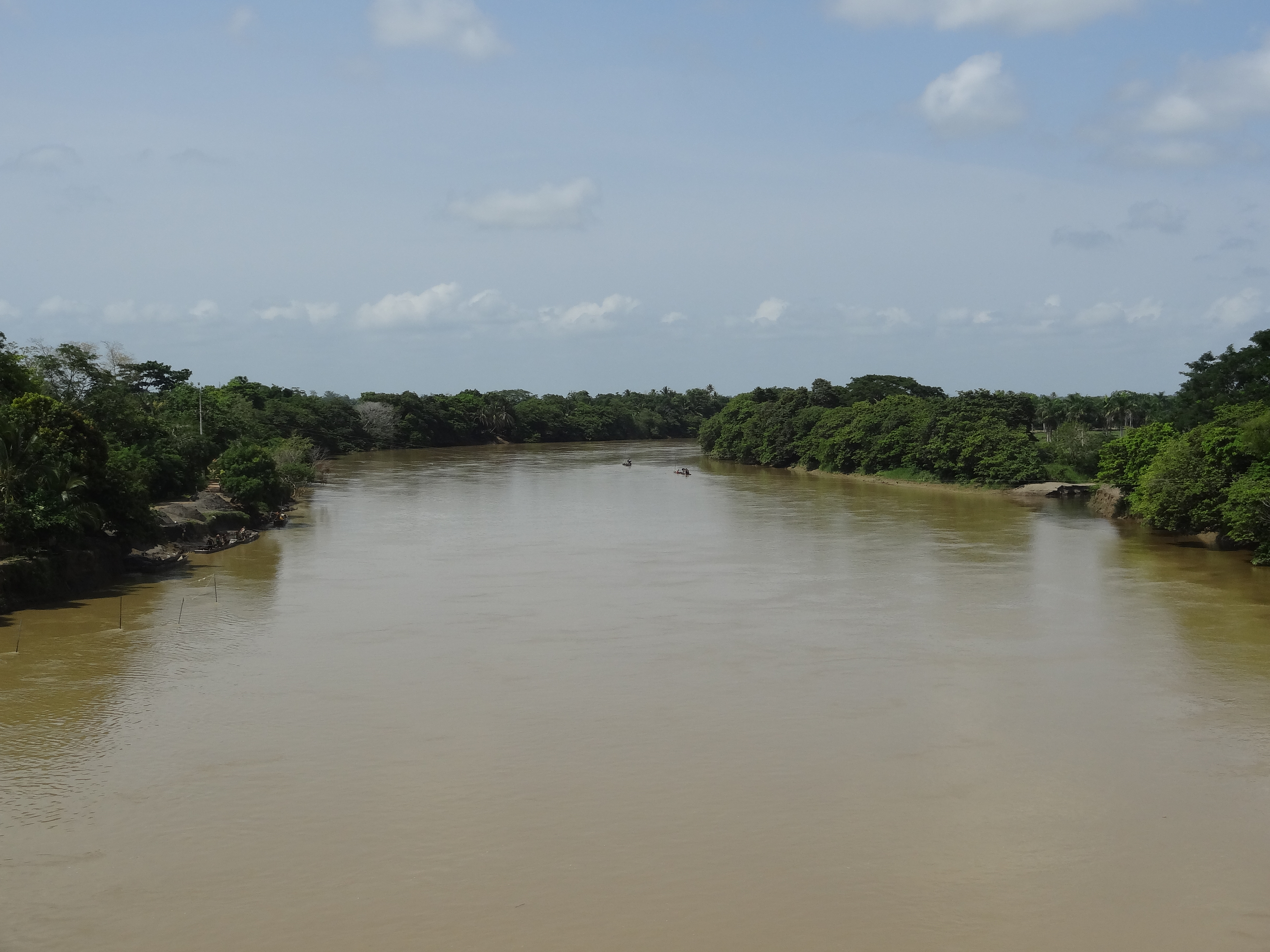
Río Sinú a la altura del corregimiento El Caño.

Limita con los siguientes municipios: norte: Lorica; este: Lorica, Chimá, Ciénaga de Oro y Cereté; sur: Cereté y Montería; oeste: Montería, Puerto Escondido y Lorica. 
Limita geográficamente por el norte con el municipio de Santa Cruz de Lorica, cuya extensión limítrofe es de 55 km, y con el municipio de Cotorra en 24,5 km; al oriente con los municipios de Chimá y Ciénaga de Oro, con linderos compartidos de 15 km para el primero y 7,25 km de longitud para el segundo; por el sur con los municipios de Cereté y Montería, límites definidos en 53,5 km de longitud para el primero y 9,25 km para el segundo; y por el occidente con el municipio de Puerto Escondido, cuyo límite presenta una longitud de 16,5 km .
El territorio municipal posee un área de 45.112 ha. Extensión área urbana: el perímetro urbano tiene un área de 352 ha, representa el 0.8 % del territorio municipal, de los cuales el 25% está construida, el 5% está dedicado a vías de comunicación y el 70% restante es área libre. Extensión área rural: la zona rural representa el 99.2%, con un área de 447,6 km² del territorio municipal. 
Es conocida como la capital mundial del porro y sede permanente del Festival Nacional de este ritmo musical.
Es municipio se dedica a la ganadería, agricultura y la pesca. Las personas que habitan a la ribera del río Sinú se dedican a extraer arena que arrastra éste, como una actividad económica.
Su principal corregimiento es el pueblo de Carrillo, ubicado al norte del Municipio y a la margen derecha del Río Sinú; célebre por el porro "El Balay" donde se menciona que ese toro murió en las corralejas de dicho corregimiento.

## Festividades

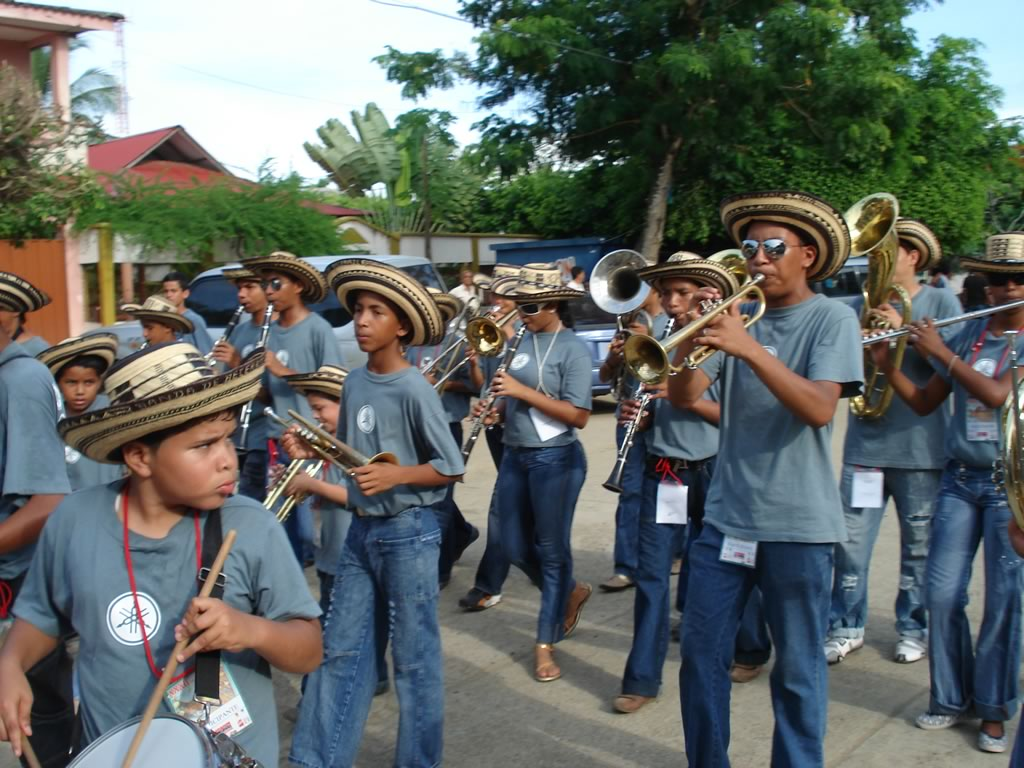
Tradicional desfile en el Festival Nacional del Porro.

San Pelayo es la sede permanente del Festival Nacional del Porro que se celebra anualmente entre el 29 de junio y el 3 de julio ya desde 1977, cuando se conocía como el "Festival del Porro Pelayero", con motivo de festejar los dos siglos de la fundación del municipio. Se inicia con el proclamado himno del festival el porro María Varilla y, como dato curioso, el tercer día del festival las bandas van al cementerio y le brindan homenaje a los músicos desaparecidos.
En el centro poblado Sabananueva,  también se realiza el Festival de la décima, como reconocimiento a sus cantadores de décima .

## Servicios públicos
- Energía Eléctrica: Afinia, del grupo EPM, es la empresa prestadora del servicio de energía eléctrica.
- Gas Natural: surtigas es la empresa distribuidora y comercializadora de gas natural en el municipio.